# Lovčice u Nového Bydžova
Lovčice (deutsch Lautschitz, auch Louczitz) ist eine Gemeinde in Tschechien. Sie liegt sechs Kilometer westlich von Chlumec nad Cidlinou und gehört zum Okres Hradec Králové.

## Geographie

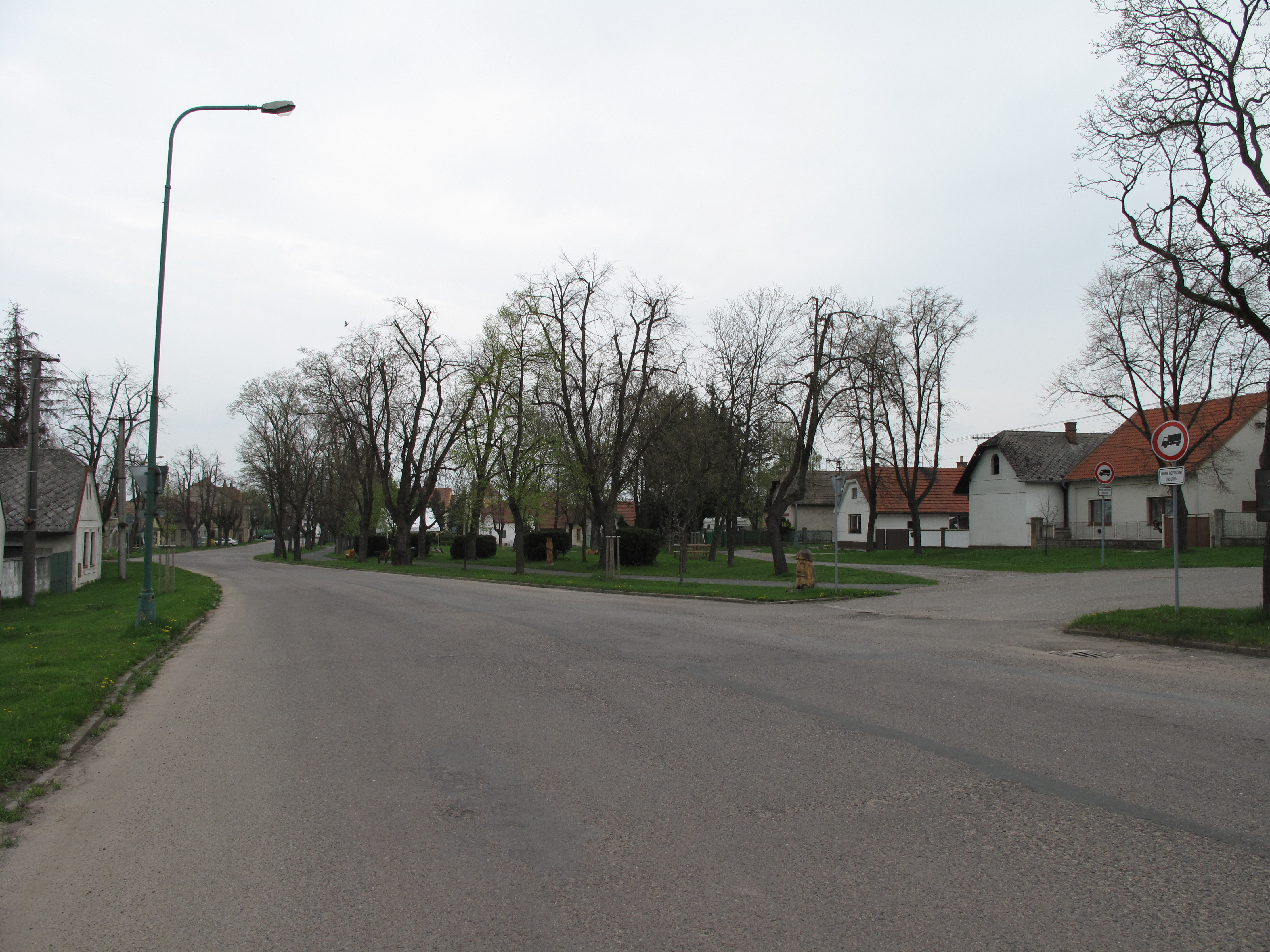
Dorfplatz in Lovčice

Lovčice befindet sich im Quellgebiet des Štítarský potok auf der Ostböhmischen Tafel. Östlich des Dorfes liegen der Drabina- und der Ohradywald. In dem Waldgebiet erfolgt die Trennung der nördlich des Ortes verlaufenden Bahnstrecke Chlumec nad Cidlinou–Městec Králové von der bis dahin parallel verlaufenden Bahnstrecke Velký Osek–Trutnov. In Lovčice befindet sich die Bahnstation Lovčice obec; die Station Slibovice (bis 2011 Lovčice) liegt westlich außerhalb auf freiem Felde bei der früheren Zuckerfabrik Slibovice. Im Südwesten befindet sich das Naturschutzgebiet Žehuňská obora.
Nachbarorte sind Hlínov, Lišičky und Lišice im Norden, Chlumec nad Cidlinou im Osten, Převýšov im Südosten, Bludy, Končice und Zbraň im Süden, Choťovice im Südwesten, Na Kopičáku und Kněžičky im Westen sowie Slibovice im Nordwesten.

## Geschichte
Die erste schriftliche Erwähnung von Lovčice stammt aus dem Jahre 1299, das Dorf gehörte zu dieser Zeit zu den Herrschaften Hradišťko und Žiželice. Im 14. Jahrhundert entstand eine Feste, als deren Besitzer von 1355 bis 1377 die Brüder Heník und Přibik von Jikva überliefert sind. Neben der Feste bestand noch mindestens ein Hof, den von 1365 bis 1366 Čéč von Lovčice besaß. Ihm folgte ab 1371 Přibík von Malovic und zehn Jahre später Bonec von Lovčice. Im Jahre 1419 erwarb Zdislav von Lovčice Feste und Hof. Danach gehörte das Dorf Jindřich von Slibovice, von dem es 1437 die Brüder Erazim und Petr von Lovčice kauften. Während der Hussitenkriege erloschen westlich von Lovčice die Dörfer Vančice und Praskolesy. Nachfolgend kam es zu mehrfachen Besitzerwechseln und schließlich zu einer Teilung, bei der das Dorf zwischen den Herrschaften Slibowitz und Chlumetz aufgeteilt wurden. Die Feste erlosch im 16. Jahrhundert. Burian Apollon von Skřivany kaufte 1490 zusammen mit Slibowitz auch einem Teil von Lovčice.
1521 verkaufte Wilhelm Kostka von Postupitz Lovčice zusammen mit Chlumetz an Vojtěch von Pernstein (1490–1534). 1634 brannten die Schweden das Dorf Blud nieder, an seiner Stelle wurde später ein Hof errichtet. Franz Ulrich Kinsky schloss Lovčice 1697 an die Herrschaft Chlumetz an. Der Ort war weiträumig von zwei herrschaftlichen Jagdgebieten umgeben. Östlich des Ortes lagen die Waldgebiete des Schlosses Karlskron und nach Südwesten schloss sich der große Žehuňer Tiergarten mit dem Jagdschlösschen Neugebäu an, in den das Bluder Tor führte. Seit der Mitte des 19. Jahrhunderts entstand an der Kaiserstraße bei Slibowitz eine Zuckerfabrik.
Nach der Aufhebung der Patrimonialherrschaften bildete Lučice ab 1850 eine politische Gemeinde im Bezirk Nový Bydžov. 1901 wurde die Eisenbahn von Chlumetz nach Königstädtel eingeweiht. Seit 1878 trägt die Gemeinde den Namen Lovčice. Zum 1. Januar 1961 kam Lovčice zum Okres Hradec Králové.

## Gemeindegliederung
Für die Gemeinde Lovčice sind keine Ortsteile ausgewiesen. Zu Lovčice gehört die Einschicht Bludy (Blud).

## Sehenswürdigkeiten

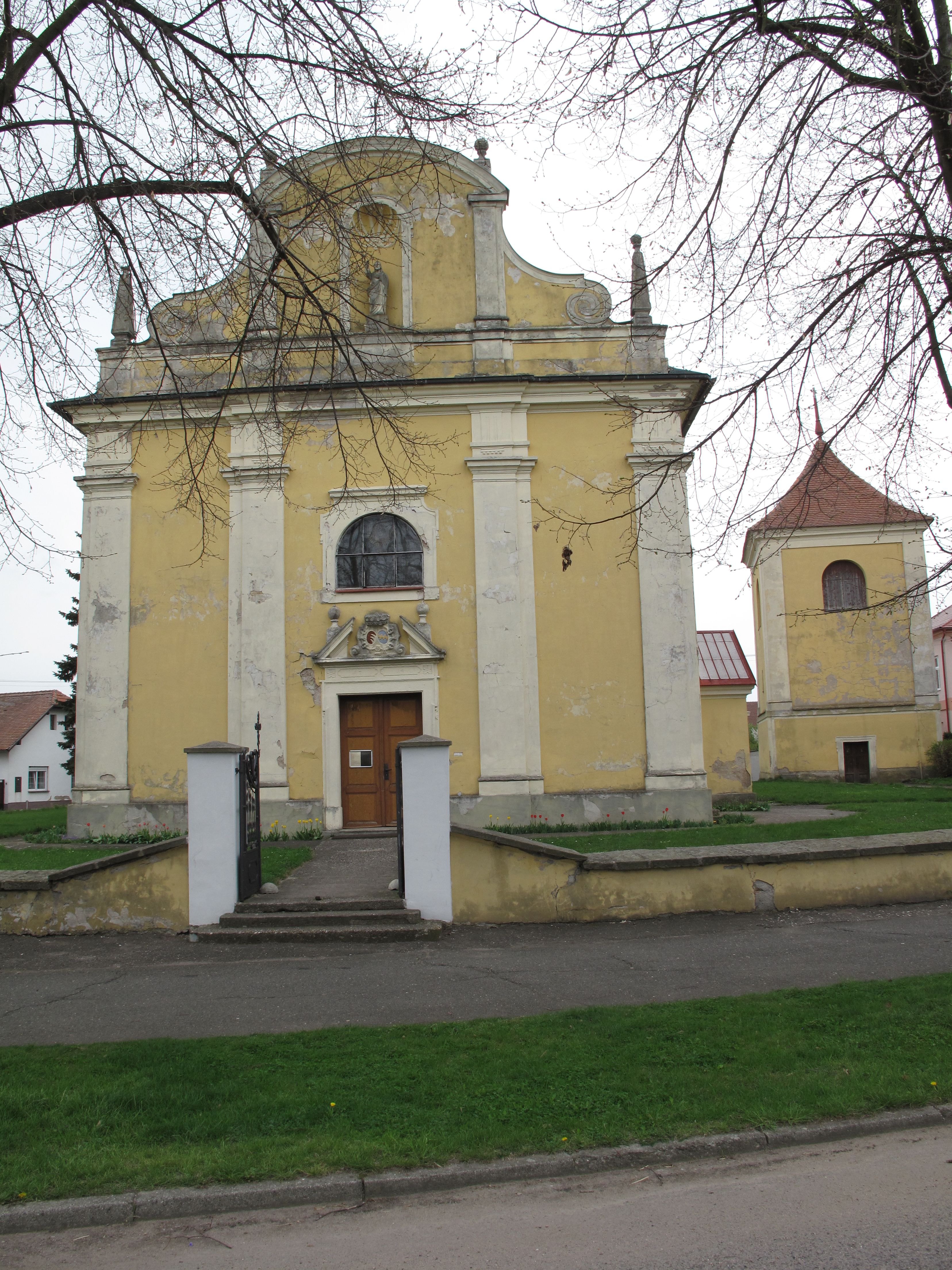
Kirche St. Bartholomäus

- barocke Kirche St. Bartholomäus mit freistehendem Glockenturm
- Schloss Karlova Koruna, östlich des Dorfes
- Kapelle des hl. Ferdinand in der Žehuňská obora, südwestlich
- Naturreservat Žehuňská obora und Žehuňský rybník, südwestlich des Dorfes
- Jagdschlösschen Kněžičky (Neugebäu) in der Žehuňská obora